# Alba (Pensilvania)
Alba es un borough ubicado en el condado de Bradford en el estado estadounidense de Pensilvania. En el año 2000 tenía una población de 186 habitantes y una densidad poblacional de 105 personas por km².

## Geografía
Alba se encuentra ubicado en las coordenadas 41°42′16″N 76°49′39″O / 41.70444, -76.82750.

## Demografía
Según la Oficina del Censo en 2007 los ingresos medios por hogar en la localidad eran de $26,250 y los ingresos medios por familia eran $34,375. Los hombres tenían unos ingresos medios de $26,500 frente a los $18,750 para las mujeres. La renta per cápita para la localidad era de $11,453. Alrededor del 8.6% de la población estaba por debajo del umbral de pobreza.